# Yerbas Buenas
Yerbas Buenas ist eine Stadt und Gemeinde in der Provinz Linares in der Región del Maule in Chile. Bei der Volkszählung im Jahr 2017 hatte sie 18.081 Einwohner. Die Gemeinde erstreckt sich über eine Fläche von 262,1 km².

## Geschichte
Yerbas Buenas wurde nach dem Bau der ersten Kirche im Jahr 1785 gegründet.
Während des chilenischen Unabhängigkeitskriegs griff in der Nacht des 27. April 1813 eine chilenische patriotische Truppe von sechshundert Mann die spanische Royalisten an, die in Yerbas Buenas lagerte. Die Schlacht endete mit der Niederlage der chilenischen Truppe unter der Führung von Juan de Dios Puga.
1835 wurde das bis dahin aus nur sechs Häusern rund um die Kirche bestehende Dorf Yerbas Buenas von einem Erdbeben zerstört. Nur das bis heute erhaltene Haus der Familie Contreras überstand das Erdbeben und beherbergt das heutige Historische Museum. Die zweite Kirche zwischen 1886 und 1900 erbaut, die 1925 durch einen Brand zerstört wurde.
Yerbas Buenas wurde 1891 als Villa de Yerbas Buenas zur Gemeinde ernannt. Das Erdbeben vom 27. Februar 2010 hatte auch verheerende Auswirkungen und zerstörte einen Teil des architektonischen Erbes.

## Bevölkerung
Laut der Volkszählung des Nationalen Statistikinstituts von 2002 hatte Yerbas Buenas 16.134 (8380 Männer und 7754 Frauen). Davon lebten 1595 (9,9 %) in städtischen Gebieten (der Stadt Yerbas Buenas) und 14.539 (90,1 %) in ländlichen Gebieten. Die Bevölkerung wuchs zwischen den Volkszählungen von 1992 und 2002 um 4,1 % (634 Personen). Im Jahr 2017 zählte man 18.081 Personen.